# Unione Sportiva Livorno 1982-1983
Questa voce raccoglie le informazioni riguardanti l'Unione Sportiva Livorno nelle competizioni ufficiali della stagione 1982-1983.

## Stagione
A Livorno chiusa l'era di Corasco Martelli, quale presidente labronico si insedia l'ex giocatore amaranto Leo Picchi, sostenuto da una cordata di imprenditori livornesi. Ma la stagione 1982-1983 è una stagione amara per il Livorno, culminata con una beffarda retrocessione per differenza reti e con una classifica avulsa a quattro squadre, arrivata nell'ultimo atto del torneo, con la sconfitta (1-0) al San Paolo contro il Campania, con rete di Antonio Arena, costretto a vincere perché in lotta per la promozione. Alle già retrocesse Nocerina e Paganese, si sono così aggiunte la Reggina ed il Livorno, arrivate a 30 punti con il Siena e la Ternana, ma retrocesse in Serie C2 per peggior differenza reti.
Con sole 5 reti all'attivo, tutte messe a segno nel girone di ritorno, Gaetano Salvi è risultato il miglior marcatore stagionale di un Livorno che ha segnato poco in campionato, 23 reti, ma anche subito poco, 25 reti al passivo, nonostante la retrocessione. Nella Coppa Italia di Serie C la squadra amaranto ha disputato il girone K di qualificazione, che ha promosso ai sedicesimi di finale la Carrarese. Il centravanti Claudio Grossi 3 reti in Coppa Italia, è stato ceduto al Prato.

## Rosa
| N. |                   | Ruolo | Calciatore           |
| -- | ----------------- | ----- | -------------------- |
|    | Italia (bandiera) | A     | Fausto Belli         |
|    | Italia (bandiera) | C     | Paolo Biancardi      |
|    | Italia (bandiera) | A     | Giovanni Bruzzone    |
|    | Italia (bandiera) | C     | Gian Piero Cardinali |
|    | Italia (bandiera) | A     | Salvatore Cascella   |
|    | Italia (bandiera) | P     | Enrico Cavalieri     |
|    | Italia (bandiera) | D     | Silvio Cei           |
|    | Italia (bandiera) | D     | Alessandro Celadon   |
|    | Italia (bandiera) | A     | Giuseppe Fagni       |
|    | Italia (bandiera) | C     | Giancarlo Favarin    |
|    | Italia (bandiera) | A     | Claudio Grossi       |
|    | Italia (bandiera) | C     | Dario Magrini        |

| N. |                   | Ruolo | Calciatore          |
| -- | ----------------- | ----- | ------------------- |
|    | Italia (bandiera) | C     | Emilio Monzani      |
|    | Italia (bandiera) | C     | Luigi Natale        |
|    | Italia (bandiera) | A     | Santino Nuccio      |
|    | Italia (bandiera) | A     | Marco Piga          |
|    | Italia (bandiera) | C     | Leonardo Rossi      |
|    | Italia (bandiera) | C     | Gaetano Salvi       |
|    | Italia (bandiera) | C     | Pier Paolo Scarrone |
|    | Italia (bandiera) | D     | Gianluca Signorini  |
|    | Italia (bandiera) | D     | Giovanni Talami     |
|    | Italia (bandiera) | D     | Luigi Tarallo       |
|    | Italia (bandiera) | A     | David Tinucci       |

## Risultati

### Campionato

#### Girone di andata
| Arbitro: | Damiani (Ascoli Piceno) |

|                                            |           |                     |
| Borsellino 30’ (rig.) Ori 62’ Paolucci 85’ | Marcatori | 89’ (rig.) Scarrone |

| Arbitro: | Giannoni (Jesi) |

|                  |           |                |
| L. Rossi 8’, 89’ | Marcatori | 34’ Longobucco |

| Arbitro: | Amendolia (Messina) |

|                           |           |  |
| Calonaci 60’ Piccioni 88’ | Marcatori |  |

| Arbitro: | Fassari (Catania) |

|                                          |           |  |
| Caligiuri 12’ (aut.) Scarrone 77’ (rig.) | Marcatori |  |

| Arbitro: | Marascia (Roma) |

|            |           |  |
| Grandi 45’ | Marcatori |  |

| Arbitro: | Dalfovo (Trento) |

|         |           |  |
| Cei 72’ | Marcatori |  |

| Arbitro: | Scalcione (Matera) |

|           |           |  |
| Fiore 17’ | Marcatori |  |

| Livorno 7 novembre 1982 8ª giornata | Livorno           | 0 – 0 | Casertana | Stadio Ardenza\| Arbitro: \| Fassari (Catania) \| |
| Arbitro:                            | Fassari (Catania) |       |           |                                                   |

| Arbitro: | Laricchia (Bari) |

|                       |           |                |
| Quadri 11’ Marchi 28’ | Marcatori | 90’ Marco Piga |

| Livorno 21 novembre 1982 10ª giornata | Livorno           | 0 – 0 | Barletta | Stadio Ardenza\| Arbitro: \| Gava (Conegliano) \| |
| Arbitro:                              | Gava (Conegliano) |       |          |                                                   |

| Pagani 28 novembre 1982 11ª giornata | Paganese        | 0 – 0 | Livorno | Stadio Marcello Torre\| Arbitro: \| Giannoni (Jesi) \| |
| Arbitro:                             | Giannoni (Jesi) |       |         |                                                        |

| Arbitro: | Ongaro (Rovigo) |

|                |           |                               |
| Marco Piga 76’ | Marcatori | 15’, 31’ Mazzeo 52’ G. Tacchi |

| Arbitro: | Lussana (Bergamo) |

|             |           |                    |
| Tosetto 80’ | Marcatori | 87’ (rig.) Favarin |

| Livorno 14 dicembre 1982 14ª giornata | Livorno            | 0 – 0 | Siena | Stadio Ardenza\| Arbitro: \| Ronchetti (Modena) \| |
| Arbitro:                              | Ronchetti (Modena) |       |       |                                                    |

| Arbitro: | Baldas (Trieste) |

|                             |           |               |
| V. Chimenti 41’ (rig.), 87’ | Marcatori | 48’ Cardinali |

| Salerno 16 gennaio 1983 16ª giornata | Salernitana       | 0 – 0 | Livorno | Stadio Donato Vestuti\| Arbitro: \| Basile (Siracusa) \| |
| Arbitro:                             | Basile (Siracusa) |       |         |                                                          |

| Livorno 23 gennaio 1983 17ª giornata | Livorno        | 0 – 0 | Campania | Stadio Ardenza\| Arbitro: \| Boschi (Parma) \| |
| Arbitro:                             | Boschi (Parma) |       |          |                                                |

#### Girone di ritorno
| Arbitro: | Galbiati (Monza) |

|                              |           |                      |
| Cardinali 56’ Salvi 72’, 90’ | Marcatori | 6’ (rig.) Borsellino |

| Arbitro: | Da Pozzo (Monza) |

|           |           |  |
| Conte 61’ | Marcatori |  |

| Livorno 13 febbraio 1983 20ª giornata | Livorno             | 0 – 0 | Empoli | Stadio Ardenza\| Arbitro: \| Coppetelli (Tivoli) \| |
| Arbitro:                              | Coppetelli (Tivoli) |       |        |                                                     |

| Casarano 20 febbraio 1983 21ª giornata | Virtus Casarano   | 0 – 0 | Livorno | Stadio Giuseppe Capozza\| Arbitro: \| Baroni (Macerata) \| |
| Arbitro:                               | Baroni (Macerata) |       |         |                                                            |

| Arbitro: | Tuveri (Cagliari) |

|           |           |  |
| Salvi 71’ | Marcatori |  |

| Arbitro: | Bin (Torino) |

|            |           |  |
| Romiti 87’ | Marcatori |  |

| Arbitro: | Dalfovo (Trento) |

|                                       |           |           |
| Canino 28’ (aut.) Salvi 83’ Fagni 86’ | Marcatori | 81’ Sarpa |

| Arbitro: | Caprini (Perugia) |

|            |           |  |
| La Rosa 4’ | Marcatori |  |

| Livorno 2 aprile 1983 26ª giornata | Livorno           | 0 – 0 | Nocerina | Stadio Ardenza\| Arbitro: \| Basile (Siracusa) \| |
| Arbitro:                           | Basile (Siracusa) |       |          |                                                   |

| Arbitro: | Albertini (Voghera) |

|             |           |  |
| Tortelli 4’ | Marcatori |  |

| Arbitro: | Moreno Frigerio Frigerio (Milano) |

|                                          |           |  |
| Fagni 13’ Salvi 43’ Cardinali 49’ (rig.) | Marcatori |  |

| Arbitro: | Mele (Bergamo) |

|           |           |            |
| Massi 87’ | Marcatori | 90’ Nuccio |

| Livorno 8 maggio 1983 30ª giornata | Livorno          | 0 – 0 | Benevento | Stadio Ardenza\| Arbitro: \| Ramacci (Latina) \| |
| Arbitro:                           | Ramacci (Latina) |       |           |                                                  |

| Siena 15 maggio 1983 31ª giornata | Siena          | 0 – 0 | Livorno | Stadio del Rastrello\| Arbitro: \| Luci (Firenze) \| |
| Arbitro:                          | Luci (Firenze) |       |         |                                                      |

| Livorno 22 maggio 1983 32ª giornata | Livorno        | 0 – 0 | Taranto | Stadio Ardenza\| Arbitro: \| Boschi (Parma) \| |
| Arbitro:                            | Boschi (Parma) |       |         |                                                |

| Arbitro: | Galbiati (Monza) |

|                                           |           |            |
| Giovannone 4’ (aut.) Cardinali 45’ (rig.) | Marcatori | 35’ Fracas |

| Arbitro: | D'Innocenzo (Roma) |

|           |           |  |
| Arena 79’ | Marcatori |  |

### Coppa Italia

#### Girone K
| Arbitro: | D'Alascio (Pisa) |

|             |           |                 |
| Monzani 47’ | Marcatori | 79’ (rig.) Fedi |

| Arbitro: | Agnelli (Siena) |

|            |           |                    |
| Nuccio 75’ | Marcatori | 90’ (rig.) Panizza |

| Arbitro: | Marascia (Roma) |

|                        |           |           |
| Canessa 21’ Masoni 80’ | Marcatori | 8’ Grossi |

| Arbitro: | Scalise (Bologna) |

|                           |           |                             |
| Fargione 48’ Carmassi 60’ | Marcatori | 63’, 69’ Favarin 77’ Grossi |

| Arbitro: | Luci (Firenze) |

|            |           |  |
| Savino 31’ | Marcatori |  |

| Arbitro: | Bragagnolo (Torino) |

|           |           |             |
| Grossi 8’ | Marcatori | 68’ Canessa |